# Do or Die
Do or Die er en amerikansk stumfilm fra 1921 af J. P. McGowan.

## Medvirkende
- Eddie Polo som Jack Merton
- Magda Lane
- Inez McDonald som Dolores Nunez
- J. P. McGowan som Alvarez / Satan
- Jay Marchant som Mendez
- Jean Perkins som Rafael